# مريم مشتاوي
مريم مشتاوي روائية وشاعرة لبنانيّة بريطانيّة وأستاذة لغة عربية في كلية الدراسات الشرقية و الإفريقية التابعة لجامعة لندن منذ أكثر من 10 سنوات وفي جامعة كينغز كوليج. وكاتبة زاوية أسبوعية في جريدة القدس. لها عدد من المجاميع الشعرية كان اخرها حين تبكي مريم التي ترجمت إلى اللغة الفرنسية والإنجليزية.
اختيرت ضمن النساء العربيات الناجحات في لندن من قبل قناة بي بي سي العربي.[بحاجة لمصدر]

## أعمالها الأدبية
صدر لها عن دار المؤلف لبنان 4 روايات:
- رواية عشق

- رواية ياقوت

- رواية تيريزا اكاديا التي تُرجمت إلى اللغة الفارسية عن دار ثالث

- رواية جسور الحب

وصدر لها عن المركز الثقافي للكتاب في المغرب في سنة 2021، رواية هاتف الرياح.
وكذلك نشرت لها دار نوميديا ودار نسمة في الجزائر في سنة 2023،  كتاباً بعنوان " شيخ وقديس وذئب"، وهو مجموعة مقالات تغطي أحداثاً ثقافية واجتماعيّة وسياسية في العالم العربي. 